# 소년의 거리
《소년의 거리》(Boys Town)는 미국에서 제작된 노먼 터로그 감독의 1938년 드라마 영화이다. 스펜서 트레이시 등이 주연으로 출연하였고 존 W. 콘시딘 주니어 등이 제작에 참여하였다.

## 출연

### 주연
- 스펜서 트레이시
- 미키 루니

### 조연
- 헨리 헐
- 레슬리 펜톤
- 진 레이놀즈
- 에드워드 노리스
- 아디슨 리처즈
- 마이너 왓슨
- 조나단 헤일
- 밥스 왓슨
- 프랭키 토머스
- 지미 버틀러
- 시드니 밀러
- 로버트 에멧 킨
- 빅터 킬리안